# Totul despre Schmidt (film)
Totul despre Schmidt (în engleză About Schmidt) este un film american din 2002, regizat de Alexander Payne și avându-l pe Jack Nicholson în rolul titular. El este vag inspirat din romanul omonim publicat în 1996 de Louis Begley. Multe scene au fost filmate în Omaha, Nebraska și Denver, Colorado. Conform prezentării speciale de pe DVD, în film au apărut o serie de localnici neprofesioniști, care și-au interpretat profesiile lor din viața reală. Clădirea în care se află sediul actual al Woodmen of the World la Omaha a apărut în film, iar Jack Nicholson a fost făcut membru de onoare al companiei în timpul filmărilor.
Acțiunea principală a filmului îl urmărește pe Schmidt după ce se pensionează de la locul de muncă și îi moare soția a cărei afecțiune o pierduse. El merge într-o excursie cu scopul de a participa la nunta fiicei sale cu un bărbat pe care nu-l place. Evenimentele îl obligă să reflecteze cu privire la viața lui, cu un sentiment de inutilitate, care durează până în secvențele finale ale filmului. Filmul a avut un succes comercial și de critică.

## Rezumat
Warren Schmidt tocmai s-a pensionat de la compania de asigurări din Omaha, Nebraska. Cu ocazia pensionării colegii îi oferă o cină de rămas bun. Schmidt consideră că este greu să se adapteze la noua sa viață și se simte inutil. Într-o seară, el vede un spot publicitar de televiziune despre un program de sponsorizare a unor copii din Africa, Plan USA, și decide să sponsorizeze un copil. El primește în curând un pachet informativ, cu o fotografie a copilului său adoptiv, un mic băiat din Tanzania pe nume Ndugu Umbo, căruia îi descrie viața sa într-o serie de scrisori incoerente.
El se duce la biroul tânărului său succesor (care are vârsta de 20-30 ani, ceea ce-l face pe Schmidt să se simtă jignit) cu intenția de a-și oferi ajutorul, dar oferta sa este refuzată politicos. În timp ce părăsește clădirea, Schmidt vede dosarele din biroul său la subsol, destinate a fi aruncate la gunoi.
El îi descrie lui Ndugu înstrăinarea sa de propria soție, care moare brusc de la un cheag de sânge aflat în creierul ei, imediat după ce el s-a pensionat și au achiziționat o casă rulotă Winnebago. La înmormântarea ei sosesc prieteni, fiica sa Jeannie și logodnicul ei Randall Hertzel din Denver. Ei îl consolează, dar Jeannie îl ceartă mai târziu pentru că i-a cumpărat soției un sicriu ieftin. El o roagă să se mute înapoi pentru un timp ca să aibă grijă de el, dar ea îl refuză. Între timp, Randall încearcă să-l atragă pe Warren într-o schemă piramidală.
Schmidt simte că Randall, un vânzător de paturi cu apă, nu este potrivit pentru fiica lui. La aeroport, Randall îi recomandă să citească cartea  When Bad Things Happen to Good People de Harold Kushner. După ce cuplul pleacă, Schmidt rămâne singur.
El renunță să mai facă duș, este prezentat dormind în fața televizorului și iese din casă cu o haine pusă directe peste pijama pentru a cumpăra alimente congelate din supermarket. Într-un dulap, el descoperă niște scrisori de dragoste ascunse din care află că soția lui avusese cu mult timp în urmă o aventură cu un prieten comun. Furios, Schmidt se întâlnește cu acesta și-l pocnește.
În scopul de a realiza  un anumit control asupra vieții sale, el decide să facă singur o călătorie în noua sa casă rulotă pentru a-și vedea fiica sa și a o convinge să nu se căsătorească. Jeannie însă îi spune clar că vrea ca el să vină acolo doar înainte de ceremonie.
Schmidt vizitează locuri din trecutul său, inclusiv orașul său natal și campusul universitar. Casa lui din copilărie a fost înlocuită de un magazin de anvelope. În timp ce se afla într-un camping de rulote, el este invitat la cină de un cuplu simpatic și prietenos, dar pleacă speriat și rușinat după ce a sărutat-o cu forța pe soție. El o iartă mai târziu și-și cere scuze defunctei sale soții.
Schmidt ajunge în Denver și este cazat în casa mamei lui Randall. El se trezește cu o durere severă după ce a petrecut o noapte într-un pat cu apă. Warren se întâlnește cu familia logodnicului fiicei sale și încearcă din nou, fără succes, să o descurajeze pe Jeannie să nu se căsătorească. Schmidt fuge după ce mama viitorului său ginere se dă la el într-un jacuzzi. El ia parte la nuntă și rostește un discurs în care își ascunde dezaprobarea lui față de căsătoria lui Jeannie.
La întoarcerea sa acasă, în Omaha, el îi scrie orfanului Ndugu. Schmidt se plânge că el va muri în curând, că viața lui nu a adus bucurie nimănui și că, în cele din urmă, va fi ca și cum el nu ar fi existat deloc.
Acasă îl așteaptă mai multe scrisori. Schmidt deschide o scrisoare venită din Tanzania și află că aceasta a fost scrisă de o călugăriță care-i spune că Ndugu nu știe carte, dar apreciază foarte mult scrisorile și sprijinul financiar al lui Schmidt. În plic se mai află și un desen făcut de Ndugu, care prezintă două figuri zâmbitoare, una mare și una mică, ținându-se de mână într-o zi însorită. Filmul se încheie cu Schmidt plângând fericit în timp ce se uita la desen.

## Distribuție
- Jack Nicholson - Warren R. Schmidt
- Kathy Bates - Roberta Hertzel
- Hope Davis - Jeannie Schmidt
- Dermot Mulroney - Randall Hertzel
- June Squibb - Helen Schmidt
- Howard Hesseman - Larry Hertzel
- Harry Groener - John Rusk
- Connie Ray - Vicki Rusk
- Len Cariou - Ray Nichols

## Producție
Deși acțiunea din Totul despre Schmidt se petrece în statele Nebraska și Colorado, o mare parte a filmului a fost filmat în Omaha, în special în Dundee, Millard și în zona centrală a orașului.
Secvențele au fost filmate în următoarele locații:
- Woodmen of the World este o clădire actuală din Omaha văzută ca locul de muncă anterior al lui Schmidt.
- Casa lui Schmidt este situată în zona Dundee din Omaha unde au fost filmate și filmele anterioare ale lui Payne, Citizen Ruth și Election.
- Restaurantul Dairy Queen este situat la 5071 South 136th Street, în suburbia Milliard a Omahăi.
- Scena de campare a fost filmată în Louisville State Park, situat la aproximativ 12 mile sud de Omaha, de-a lungul râului Platte.
- Magazinul Tires Plus care se află pe locul unde a fost casa copilăriei lui Schmidt din Holdrege, Nebraska, a fost filmat, de fapt, în Council Bluffs, Iowa.
- University of Nebraska–Lincoln a servit pe post de campus pentru University of Kansas.
- Great Platte River Road Archway Monument este un muzeu real în Kearney, Nebraska.

Cu excepția scenelor de conducere, multe dintre locațiile utilizate pentru Denver, Colorado au fost, de fapt, filmate în Omaha. Este vorba de casa Robertei, Biserica Luterană unde a fost filmată nunta și Dance City Centre unde a fost filmată petrecerea de la nuntă.

## Recepție

### Răspuns critic
Totul despre Schmidt a obținut recenzii pozitive din partea criticilor, care au subliniat interpretările lui Jack Nicholson și Kathy Bates. Filmul are un rating de 85% pe Rotten Tomatoes și 90% din criticii de top, cu consensul că "În acest studiu de personaj amuzant și emoționant, Nicholson oferă una dintre cele mai bune interpretări ale carierei sale".
Roger Ebert a scris în Chicago Sun-Times că Totul despre Schmidt "este în esență un portret al unui om fără calități, derutat de emoții și de nevoile altora. Faptul că Jack Nicholson face ca acest om să fie atât de vizionabil este un tribut adus nu doar profesiei sale, ci și legendei sale: Jack este deosebit de Schmidt pentru că interpretarea sa generează un anumit respect. Un alt actor ar fi putut face personajul prea tragic sau pasiv sau gol, dar Nicholson găsește cumva în Schmidt o foame ușor în creștere, o dorință de a începe să trăiască acum când timpul aproape că a expirat." Paul Clinton a scris pentru CNN.com că "Totul despre Schmidt este, fără îndoială, unul dintre cele mai bune filme ale anului. Dacă nu sunteți profund atins de acest film, verificați-vă pulsul."

### Box office
- Încasările din primul week-end: 8.533.162 $
- Încasări totale în SUA: 65.010.106 $
- Încasări totale pe plan mondial: 105.834.556 $

### Premii
Jack Nicholson a fost nominalizat la Premiul Oscar pentru cel mai bun actor în 2002 și Kathy Bates a fost nominalizată pentru cea mai bună actriță în rol secundar.
Filmul a câștigat Premiul Globul de Aur pentru cel mai bun scenariu de film, precum și premiul pentru cea mai bună intzerpretarea a unui actor într-o dramă. (Nicholson a declarat: "Sunt un pic surprins. Eu am crezut că am făcut o comedie.")
El a făcut parte din competiția oficială la Festivalul de Film de la Cannes din 2002.

## Home media
Totul despre Schmidt a fost lansat pe format DVD și VHS la scurtă vreme după lansarea sa cinematografică. Filmul nu este disponibil pe Blu-ray.